# Robert J. Helberg
Robert J. Helberg (1906-1967) fue un ingeniero aeronáutico estadounidense, con un destacado papel en el desarrollo del programa Lunar Orbiter. 

## Semblanza
Helberg nació en Watonga, Oklahoma. En 1932 se graduó en ingeniería aeronáutica por la Universidad de Washington. Después de su graduación trabajó en la "Goss Humidity Control Company" (Compañía Goss de Control de la Humedad) de Seattle. Tres años más tarde dejó la compañía para incorporarse a Boeing.
Su primer trabajo en Boeing fue en los modelos de Fortaleza Volante B-17, interviniendo a continuación en el avión de transporte B-307, una versión del bombardero B-17. En 1942 fue nombrado ingeniero de grupo de sistemas eléctricos en el B-29. Ya en 1946 era ingeniero de grupo experto, trabajando en los sistemas eléctricos del Boeing C-97 Stratofreighter.
En 1950 fue promovido como ingeniero de proyecto en una versión experimental de un avión sin piloto, el Boeing B-47 Stratojet (este programa fue designado ProJect Brass Ring). 
Formó parte del Programa de Misiles Bomarc en 1955, un nuevo tipo de interceptor sin piloto. Trabajó en este programa como ingeniero de proyecto asistente, centrado en el guiado y en los sistemas de datos. Posteriormente fue nombrado ingeniero jefe de producción, pasando a dirigir el Programa Bomarc. Helberg registró la patente de un tensor automático de cables de control, utilizado en los bombarderos construidos por Boeing.
En 1965 pasó a ocupar un cargo en la oficina del Programa del Orbitador Lunar de la compañía, como director de división asistente para los Sistemas de Aeronave de la División Espacial de Boeing. Intervino en el diseño de dos de las aeronaves del Orbitador Lunar.
Hacia 1966 Helberg había desarrollado una afección cardíaca y tomaba pastillas de nitroglicerina para tratar los síntomas. Continuó trabajando casi hasta su último día, cuando murió de un ataque al corazón en Seattle, siendo recordado por sus colaboradores como una persona caballerosa y trabajadora.
Vivió con su mujer Helen en la zona de Seattle. Sus aficiones incluían la pesca, la caza del pato, el póquer, la jardinería, y el cultivo de árboles en una granja cercana.

## Reconocimientos
- Por sus contribuciones al éxito del Orbitador Lunar, recibió la Medalla de Servicios Públicos Excepcionales de la NASA.
- Premio de los Ingenieros Astronauticos otorgado por el Club Espacial Nacional en 1966.
- El cráter lunar Helberg lleva este nombre en su memoria.